# Ivan Krištolovec
Ivan Krištolovec OSPPE (Varaždin, 1658. ‒ Lepoglava, 16. travnja 1730.) bio je hrvatski katolički svećenik, pavlin, prevoditelj.

## Životopis
Na hrvatski jezik preveo je djelo Tome Kempenca De imitatione Christi (Nasljeduj Krista) te ga je 1719. objavio u Beču pod naslovom: Od naszleduvanya Christussevoga: navuki oszebuyni. Drugo je izdanje, ponešto jezično izmijenjeno, objavljeno 1760. godine.
Uz svoju profesorsku djelatnost, ostao je zapamćen po tome što je dao izgraditi samostansku knjižnicu i gostinjac u Lepoglavi. Bio je provincijalni prior hrvatske pavlinske provincije (1704. – 1707.) i generalni prior cijeloga pavlinskoga reda u Hrvatskoj (1714. – 1720.)

## Prijevodi
- Toma Kempenac (1719). Od naszleduvanya Kristussevoga navuki oszebuyni. Vu Bechu: pri Goszpe Janne vdovicze Woigtin.
- Toma Kempenac (1760). Od naszleduvanya Kristussevoga knige chetiri iz Diachkoga na Horvatszki jezik po sztanovitem redovniku reda szvetoga Paula pervoga puschenika negda obernyene; szada pako [...] znovich stampati vuchinyene. V Zagrebu: po Kajetanu Ferenczu Härl.

## Vanjske poveznice
- Prvo tiskano izdanje Krištolovčevog prijevoda iz 1719., Portal Gradske i sveučilišne knjižnice Osijek
- Od naszleduvanya Kristussevoga knige chetiri (1760.), digitalnezbirke.kgz.hr